# Aphaniosoma interispina
Aphaniosoma interispina (лат.) — вид мух рода Aphaniosoma из семейства Chyromyidae. Видовой эпитет представляет собой комбинацию латинских слов «interior» («внутри») и «spina» («гребень, позвоночник») и относится к гребню в пределах нижнего края шестого тергита.

## Распространение
Израиль.

## Описание
Мелкие мухи с телом длиной около 1 мм. Жёлтый вид с коричневыми продольными скутальными виттами, кажущимися бледными из-за плотного желтовато-белого опушения; два хорошо развитых лобно-орбитальных волоска и пара длинных волосков перед передним глазком. У самца 6-й тергит с маленьким чёрным гребнем-шипом на вентро-медиальном крае; эпандрий маленький, круглый в основании и блестяще-чёрный; сурстилус широкоовальный, чёрный и треугольный. По общему виду и хаетотаксии этот вид похож на A. falciferum, но у него нет длинного чёрного постгонита, как у других видов. Три длинных волоска на вентральном крае тергита 6 похожи на таковые у A. trisetum Ebejer, 1998, но во всех остальных отношениях он отличается от этого вида.